# Franchise Tag
Der Franchise Tag ist eine Möglichkeit für Teams der NFL, einen Spieler aus dem Kader mit auslaufendem Vertrag zumindest kurzfristig an sich zu binden. Seit 1993 ist der Franchise Tag zusammen mit dem Salary Cap (der Gehaltsobergrenze der NFL-Teams) für Teams eine der Maßnahmen, um kleineren Teams zu ermöglichen, Stars zu halten und damit für eine größere Ausgeglichenheit zu sorgen. Man unterscheidet beim Franchise Tag zwischen „exklusiv“ und „non-exklusiv“. Wendet ein Team einen Franchise Tag „exklusiv“ an, stellt es damit sicher, dass der Spieler definitiv noch mindestens ein Jahr für das entsprechende Team spielt. Denn die exklusive Variante verhindert, dass der damit belegte Spieler bei einem anderen Team spielen darf, es sei denn, er wird per Trade weitergereicht oder entlassen. Der Spieler erhält dabei ein garantiertes Gehalt entsprechend dem Durchschnittseinkommen der fünf höchstbezahlten Spieler der vorausgehenden Saison auf der betreffenden Position oder 120 Prozent seines vorherigen Jahresgehalts, je nachdem welches Gehalt höher ausfällt. Ein Quarterback unter dem Tag erhielt dadurch 2017 mindestens 21,268 Millionen US-Dollar. Wie am Beispiel von Kirk Cousins 2017 zu sehen, ist es auch möglich, einem Spieler in zwei aufeinanderfolgenden Saisons den Franchise Tag zu geben. Allerdings sind im zweiten Jahr 120 Prozent des Vorjahresgehalts fällig.
Oft wenden Teams nur die "non-exklusive" Variante an. Hierdurch erhält der Spieler die Möglichkeit, im Rahmen der Free Agency mit einem anderen Team zu verhandeln. Erzielen die beiden Parteien eine Einigung, so hätte das aktuelle Team des Spielers die Möglichkeit, ein identisches Angebot zu unterbreiten oder den Spieler ziehen zu lassen. Als Gegenleistung würde das abgebende Team jedoch zwei Erstrundenpicks im Draft vom neuen Team des Spielers erhalten.